# Carex arenaria
La zarzaparrilla alemana (Carex arenaria) es una especie de planta herbácea perenne de la familia Cyperaceae. Es originaria del oeste de Europa, norte de Asia y América.

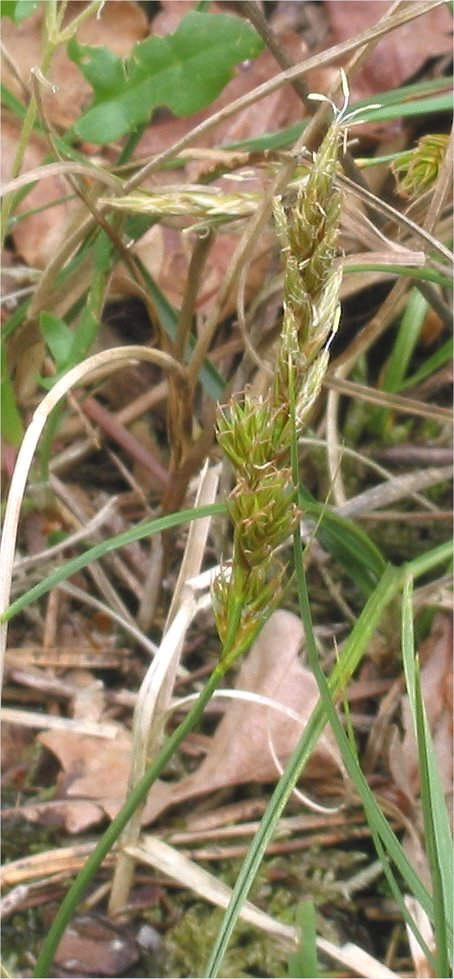
Inflorescencia.

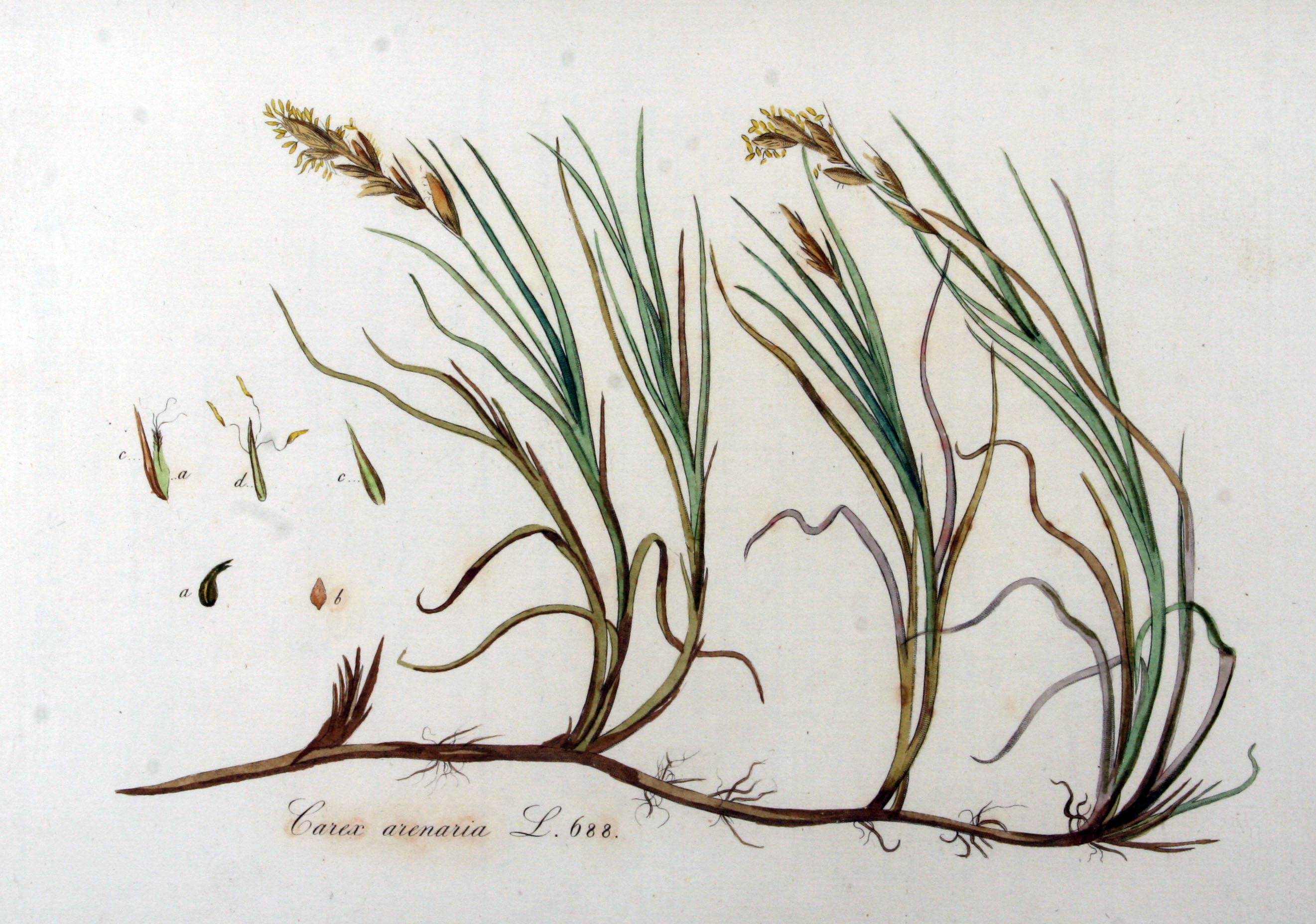
Ilustración

## Descripción
Es una planta herbácea que alcanza los 10 - 50 cm de altura, cuya raíz despide un olor trementinado. Crece por largos estolones bajo la superficie del suelo. Tiene las hojas con un limbo alargado y estrecho. Las flores se agrupan en largas espigas puntiagudas. El fruto es un aquenio de color amarillento, con una envoltura en forma de ala bidentada.

## Distribución y hábitat
Es originaria del oeste de Europa, norte de Asia y América donde crece en las arenas litorales, dunas de arena y otros hábitats, como sugiere el epíteto en latín.

## Propiedades

### Virtudes medicinales
Esta planta se utiliza por sus propiedades depurativas, sudoríficas y diuréticas; sin embargo actualmente su uso es poco habitual.
Es un estimulante metabólico que aumenta la secreción de diferentes órganos, por lo que se emplea en el tratamiento de la gota y en curas de primavera.
Su grado de toxicidad es bajísimo, aunque puede presentar efectos secundarios debido a su contenido de saponinas.

### Principios activos
Contiene saponósidos y sales de silicio.
Aceite esencial en pequeñas cantidades. Contiene cineol y salicilato de metilo. Resina, mucílago, azúcares, asparagina y taninos (8-10%).

### Preparación
En decocción: 3 gramos por taza, tres tazas diarias.

## Taxonomía
Carex arenaria fue descrita por Carlos Linneo y publicado en Species Plantarum 2: 973. 1753.
Etimología
Ver: Carex
arenaria; epíteto latino que significa "en la arena".
Sinonimia
- Carex brizoides subsp. ohmuelleriana (O.Lang) Nyman
- Carex intermedia d'Urv.
- Carex ohmuelleriana O.Lang
- Carex sabuletorum M.Bieb. ex Boott
- Carex schreberi Desv.
- Carex schreberi subsp. ohmuelleriana (O.Lang) Nyman
- Carex spadicea Gilib.
- Carex witheringii Gray
- Vignea arenaria (L.) Rchb.
- Vignea ohmuelleriana (O.Lang) Pritz.[4][5][6]